# Leuctra meyi
Leuctra meyi är en bäcksländeart som beskrevs av Braasch 1981. Leuctra meyi ingår i släktet Leuctra och familjen smalbäcksländor. Inga underarter finns listade i Catalogue of Life.